# کوبون شیزونو
کوبون شیزونو (انگلیسی: Kōbun Shizuno; ۲ سپتامبر ۱۹۷۲  – ) کارگردان تلویزیونی، و کارگردان فیلم اهل ژاپن بود.